# 王密
王密（1487年—？），字君德，直隸順德府唐山縣人，民籍，明朝政治人物。

## 生平
正德八年（1513年）癸酉科順天府鄉試第一百十五名舉人。正德十六年（1521年）中式辛巳科會試第三百一名，登第三甲第十五名進士。授山東潍县知县，嘉靖四年（1525年）調山西长子县知县，嘉靖十一年（1532年）十一月，授南京广西道試御史。

## 家族
曾祖王聚；祖父王溫；父王鎮，母張氏。具慶下。